# 弘道皇后
弘道皇后（？—？），樊姓，十六国汉赵人，原本是武孝皇后张徽光的侍女。
麟嘉三年（318年），刘聪立樊氏为上皇后，当时除了靳月光、刘左皇后、靳月华和樊上皇后之外，佩戴皇后玺绶的还有七个人，朝廷内外没有法度，刘聪动不动就赏赐给后宫千万资产。
七月甲子（318年9月1日），刘聪之子刘粲继位，册立靳月华为皇太后，樊上皇后为弘道皇后，宣中皇后为弘德皇后，王左皇后为弘孝皇后。靳月华等四人都未满二十岁，均是姿容极美的女子，刘粲在宫内与四人日夜淫乱，没有给刘聪哀悼的意思。